# CE Андромеды
CE Андромеды (лат. CE Andromedae), HD 9008 — одиночная переменная звезда в созвездии Андромеды на расстоянии (вычисленном из значения параллакса) приблизительно 4368 световых лет (около 1339 парсеков) от Солнца. Видимая звёздная величина звезды — от +12,4m до +10,3m.

## Характеристики
CE Андромеды — красная пульсирующая медленная неправильная переменная звезда (LB) спектрального класса M2, или M5*, или Mb. Эффективная температура — около 3362 K.